# Pierluigi Ronzani
Pierluigi Ronzani (Ormelle, 11 febbraio 1945) è un politico italiano.

## Biografia
Avvocato e professore ordinario di diritto canonico presso l'Università degli Studi di Trieste, già consigliere comunale a Conegliano dal 1975 al 1983 e assessore allo sport, finanze e bilancio, è poi stato eletto nel 1992 senatore della Repubblica nel collegio di Conegliano in Veneto per la XI legislatura con la Lega Autonomia Veneta, a Palazzo Madama fa parte del gruppo misto. Termina il mandato parlamentare nel 1994. 
È stato membro del comitato scientifico del diritto dello sport della rivista edita dal Coni e della Camera dell'arbitrato per l'Alto Adriatico.